# Котра
Ко́тра (біл. Котра, лит. Katra) — річка у Литві та в Гродненській області Білорусі. Права притока Німану.
Довжина річки — 140 км, площа басейну 2060 км², середньорічний витрата води в гирлі — 12,8 м³/с. Витоки розташовані у Варенському районі Алітуського повіту Литви, річка протікає територією Гродненської області та впадає у Німан. Заплава двостороння, шириною 300–500 м, в середній течії заболочена, ширина річки — до 20 м. У нижній течії русло звивисте. На лівому березі — Катранська пуща. Замерзає в грудні до середини березня.
У долині річки безліч меліоративних каналів, останні 35 км — рибопромислова ділянка. На річці розташовано декілька зон відпочинку.

## Назва

### Етимологія
А. Ванагас наводить подібну цьому гідроніму назву, на території Литви у формі:  Katra, Katarė, Katrelė,і рахує її дуже архаїчною, похідною з індоєвропейського кореня*kataro- «річка, потік, течія»